# Nitocrella motasi
Nitocrella motasi is een eenoogkreeftjessoort uit de familie van de Ameiridae. De wetenschappelijke naam van de soort is voor het eerst geldig gepubliceerd in 1976 door Petkovski.